# Hermann Dieter Oemler
Hermann Dieter Oemler (* 1939 in Wernigerode; † 30. Dezember 2011) war ein deutscher Fotograf und Autor, dessen Schaffen sich vor allem auf die Geschichte seiner Heimatstadt Wernigerode konzentrierte.

## Leben
Dieter Oemler interessierte sich bereits in seiner Jugend für Heimatgeschichte und Fotografie. Der gelernte Verkäufer baute seit 1972 ein Fotoarchiv auf Schloss Wernigerode auf und arbeitete bis Anfang der 1990er Jahre als Fotograf im Feudalmuseum, das im Schloss angesiedelt war. Er veröffentlichte drei Bildbände über Wernigerode und widmete sich der Erforschung des sozialen Wohnungsbaus, den Baudenkmalen, der Geschichte der Denkmalpflege sowie der Geschichte des Judentums von Wernigerode. Daneben verfasste er Beiträge für verschiedene heimatkundliche Zeitschriften, etwa für die „Neue Wernigeröder Zeitung“. Seine Fotos finden sich außer in den eigenen Veröffentlichungen u. a. in Publikationen von Konrad Breitenborn, Uwe Lagatz, Manfred Oelsner und Georg von Gynz-Rekowski.
In den 1990er- und frühen 2000er-Jahren betrieb Oemler einen Verlag, in dem neben eigenen Schriften von 1996 bis 2003 die vom Heimat- und Geschichtsverein Wernigerode herausgegebene Reihe Unterm Brocken. Wernigeröder Heimatblätter erschien.
2012 fand im Harzmuseum Wernigerode eine Ausstellung mit Fotografien Oemlers aus sechs Jahrzehnten statt.
Von 1986 bis kurz vor seinem Tod kartierte Oemler zusammen mit seiner Frau Evelyne die Pilze im Landkreis Wernigerode.

## Werke
- Fachwerk in Wernigerode. Folge 1. Schmiedicke Kunstverlag, Leipzig 1984 (Leporello).
- Fachwerk in Wernigerode. Folge 2. Schmiedicke Kunstverlag, Leipzig 1986 (Leporello).
- Der soziale Wohnungsbau in Wernigerode von seinen Anfängen bis 1990. Wernigerode 2003.[2]
- Wernigerode (Die Reihe Archivbilder). Sutton, Erfurt 2007, ISBN 978-3-86680-096-0.
- Wernigerode 1949 bis 1989 (Die Reihe Bilder aus der DDR). Sutton, Erfurt 2009, ISBN 978-3-86680-552-1.
- Fachwerk in Wernigerode. Oemler, Wernigerode 1999, ISBN 3-9805751-1-X.
- Wernigerode (Zeitsprünge). Sutton, Erfurt 2011, ISBN 978-3-86680-849-2.
- Evelyne Oemler, Dieter Oemler, Thomas Schultz: Die Mykoflora des Gebietes Wernigerode-Himmelpforte. In: Abhandlungen und Berichte aus dem Museum Heineanum. Band 9, 2012, S. 1–67.